# 卡普什湖
卡普什湖（俄语：Капшозеро），是俄羅斯的湖泊，位於該國西北部列寧格勒州，是卡普沙河的發源地，長13公里、寬1公里，面積4平方公里，集水區面積362平方公里，海拔高度180.7米。